# Reactor N

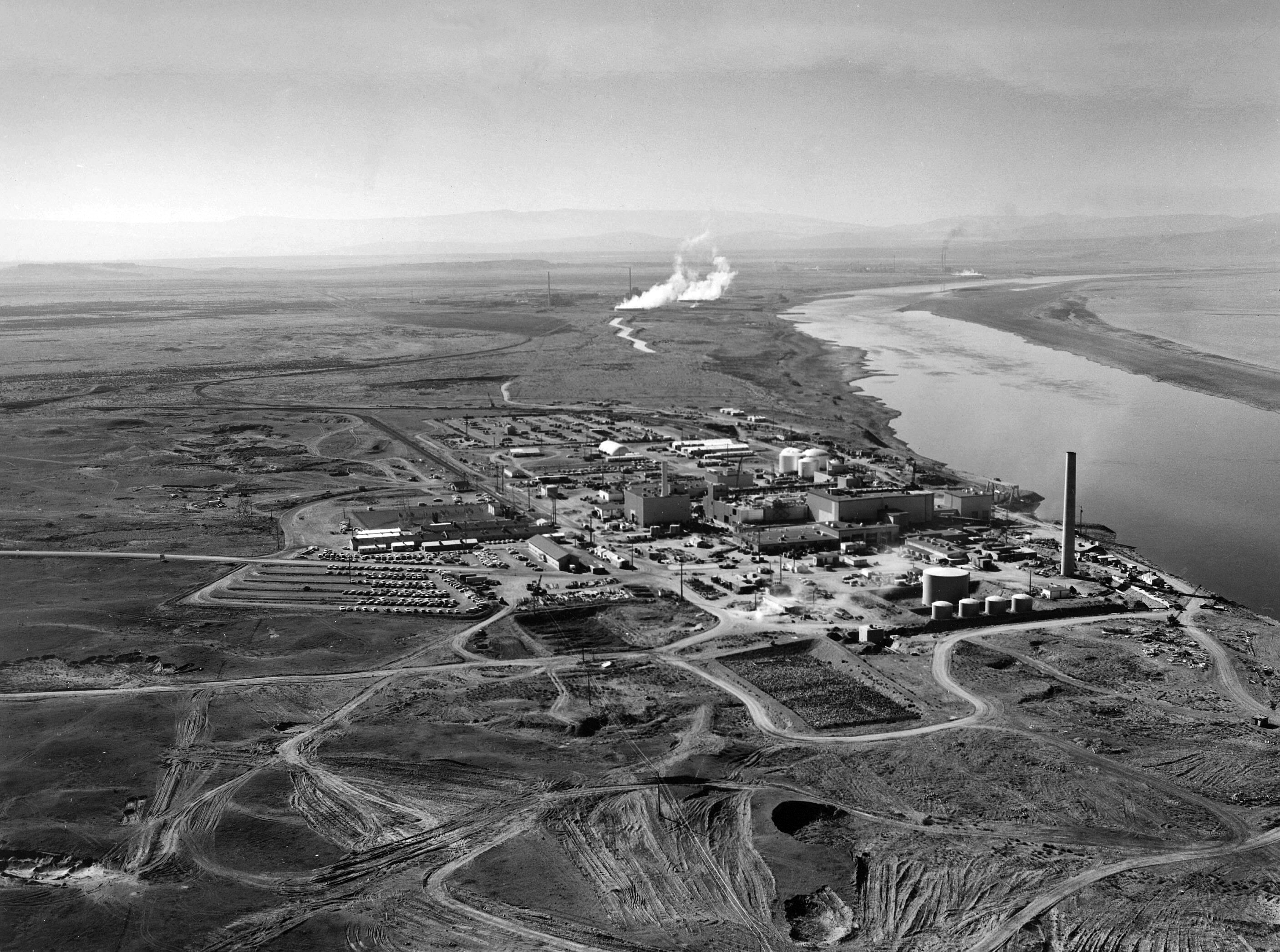
Foto aérea del Reactor N.

El Reactor N era un reactor nuclear con moderador de neutrones de grafito construido durante la guerra fría y gestionado por el gobierno de los Estados Unidos en el emplazamiento de Hanford en Washington.
Fue un reactor de diseño único en Estados Unidos, empleado para dos funciones: suministrar energía eléctrica a la red civil vía del Washington Public Power Supply System (WPPSS), y proporcionar plutonio para las armas nucleares.
Como todos los reactores de Hanford (excepto la posterior planta de Columbia Generating Station), el reactor N fue construido sin un edificio de contención. En este aspecto, era parecido al reactor de Chernóbil. Los dos también, tenían núcleos de grafito.
El reactor fue situado en una espera en frío en 1988, con una "desmantelamiento final" que empezó el 1994.